# Dubidu
Dubidu – muzyczny program rozrywkowy o charakterze quizowym nadawany w TVP2 w 2006 roku. Jego prowadzącym był Piotr Gąsowski.
W każdym odcinku udział brało czworo gości (osoby znane z telewizji, artyści i wykonawcy związani z muzyką oraz aktorzy filmowi i serialowi), którzy tworzyli dwie rywalizujące ze sobą drużyny. Podczas programu przypominane były przeboje polskie i zagraniczne oraz programy archiwalne Telewizji Polskiej (z nastawieniem na występujące w nich tematy muzyczne).
Pierwszy odcinek wyemitowano w niedzielę 12 marca 2006, a ostatni – 16 grudnia 2006.
Muzyka w studio wykonywana była na żywo przez zespół Young Band pod kierownictwem Piotra Kończala. Za oprawę taneczną odpowiedzialna była grupa Volt z choreografem Agustinem Egurrolą.
Program był oparty na szwedzkiej wersji programu o nazwie Doobidoo.

## Rundy (1-5 odcinków)
Runda 1
Zespół gra trzy motywy muzyczne z serialu, filmu lub programu telewizyjnego i drużyna, która pierwsza naciśnie przycisk, musi odgadnąć co to za dany serial, film, program. Po odgadnięciu prowadzący zadaje pytanie dodatkowe. Za pierwszą rundę można otrzymać maksymalnie 6 punktów.
Runda 2
Każda drużyna musi zaśpiewać przynajmniej trzy piosenki zespołu którego prowadzący podał nazwę. Za drugą rundę i poprawnie wymyśloną piosenkę drużyna możne otrzymać maksymalnie 3 punkty.
Runda 3
Prowadzący podaje 5 kategorii. Jedna z drużyn (wybrana przez prowadzącego) wybiera kategorię. Pokazywane są 3 materiały, po pokazaniu materiału prowadzący zadaje pytanie i drużyna, która naciśnie pierwsza, odpowiada. Za trzecią rundę można otrzymać maksymalnie 6 punktów.
Runda 4
Zespół gra wiązankę trzech zagranicznych utworów. Drużyna na ekranach zapisuje co to za wykonawca i tytuł utworu. Za czwartą rundę można dostać maksymalnie 6 punktów.
Runda 5
Wykonywanie piosenki przez jedną z wybranych przez prowadzącego drużynę. Po wykonaniu piosenki przeciwna drużyna odpowiada na pytanie prowadzącego nawiązującego do utworu zaśpiewanego przez drużynę. Za prawidłową odpowiedź przeciwna drużyna otrzyma 3 punkty.
Runda 6
Prowadzący na trzech „szarfach” pokazuje napisany fragment tekstu piosenki. Drużyna, która pierwsza naciśnie przycisk, śpiewa dany utwór zawierający podany tekst na „szarfie” a po zaśpiewaniu drużyna podaje wykonawcę oraz tytuł. Za prawidłowe zaśpiewanie piosenki oraz podanie co to za utwór drużyna otrzymuje 1 punkt a w maksymalnie można uzyskać 3. 
Runda 7
Pięciu najpopularniejszych aktorów oraz ludzie związani z telewizją lub radiem opowiadają historię pewnej piosenki. Drużyny mają za zadanie odgadnąć, co to za piosenka. Podać muszą wykonawcę oraz tytuł. Drużyna, która naciśnie przycisk przy którymś materiale, otrzyma taką liczbę punktów. Za siódmą rundę można otrzymać maksymalnie 5 punktów.
Runda 8
Runda podobna jest do rundy 2 tylko, że zamiast wykonawcy jest pewne słowo które musi być zawarte w tekście piosenki lub temat piosenki np. piosenki gdzie zawarte jest zwierzę. Zaczyna drużyna przeciwna. Za ósmą rundę i poprawne wymyśloną piosenkę drużyna może dostać 3 punkty.
Runda 9
Runda podobna jest do rundy 3 tylko, że przeciwna drużyna wybiera pozostałe 4 kategorie nie wybrane z 3 rundy. Za dziewiątą rundę można otrzymać maksymalnie 6 punktów.
Runda 10
Runda podobna jest do rundy 4. Po dwóch odcinkach zrezygnowano z tej rundy. Za dziesiąta rundę można dostać maksymalnie 6 punktów.
Runda 11
Runda podobna jest do rundy 5 tylko, że śpiewa druga drużyna a przeciwna odpowiada na pytanie. Za prawidłową odpowiedź przeciwna drużyna otrzyma 3 punkty.
Runda 12 (finałowa)
Runda finałowa jest typu kalambury. Drużyna musi odgadnąć co to za osoba znana ze świata muzyki. Pierwsza osoba stoi za ekranem a druga osoba pokazuje lub śpiewa piosenkę. Osoba stojąca za monitorze musi zgadnąć co to za osoba jeżeli nie wie jest zmiana. Zaczyna drużyna, która prowadzi i nie ma limitu punktowego. Czas trwania wynosi 90 sekund.

## Rundy (od 6 odcinka)
Rundy 1-6 i 9 (bez rundy 2 od odcinka 14)
Takie same jak w poprzednich 5 odcinkach. 
Runda 2 (od odcinka 14)
Runda typu Karaoke. Jedna z drużyn wybiera spośród 4 piosenek (2 polskie i 2 zagraniczne). Drużyna śpiewa z zespołem pierwszą zwrotkę. W zwrotce ukryte są 4 słowa klucze. Za wykrycie prawidłowego słowa klucz w piosence polskiej drużyna otrzymuje 1 punkt a za wykrycie w piosence zagranicznej 2 punkty. Za drugą rundę można otrzymać maksymalnie od 4 punktów (piosenka polska) do 8 (piosenka zagraniczna).
Runda 7
Runda jest podobna do 5 i 10 tylko prowadzący program Piotr Gąsowski śpiewa piosenkę. Po piosence prowadzący zadaje drużynom pytanie dodatkowe. Odpowiada drużyna, która pierwsza naciśnie. Za pytanie dodatkowe w siódmej można dostać 1 punkt.
Runda 8
Runda podobna jest do 7 z poprzednich 5 odcinkach tylko skrócono do trzech. Drużyna, która naciśnie przycisk przy którymś materiale, otrzyma taką liczbę punktów. Za ósmą rundę maksymalnie można uzyskać 3 punkty.
Runda 10
Runda podobna jest do 5 i 7.
Runda 11 (finałowa)
Runda finałowa jest bez zmian jak z poprzednich 5 odcinkach. Od odcinka 8 można używać teksty piosenek.

## Lista odcinków

### Seria pierwsza (wiosna 2006)
Pora emisji: TVP2 niedziela między 18:55 a 19:10
| Numer w serii | Numer ogółem | Pierwsza drużyna                      | Druga drużyna                       | Data premiery    | Wynik   |
| ------------- | ------------ | ------------------------------------- | ----------------------------------- | ---------------- | ------- |
| 1.            | 1.           | Marcin Prokop Katarzyna Zielińska     | Andrzej Krzywy Patrycja Markowska   | 12 marca 2006    | 33 : 31 |
| 2.            | 2.           | Michał Milowicz Joanna Liszowska      | Magdalena Schejbal Norbi            | 19 marca 2006    | 31 : 29 |
| 3.            | 3.           | Joanna Koroniewska Robert Rozmus      | Sonia Bohosiewicz Andrzej Nejman    | 26 marca 2006    | 26 : 25 |
| 4.            | 4.           | Szymon Wydra Anna Korcz               | Majka Jeżowska Krzysztof Skiba      | 9 kwietnia 2006  | 24 : 26 |
| 5.            | 5.           | Katarzyna Pakosińska Witold Paszt     | Piotr Polk Joanna Jeżewska          | 16 kwietnia 2006 | 23 : 22 |
| 6.            | 6.           | Maryla Rodowicz Piotr Szwedes         | Grażyna Wolszczak Piotr Cugowski    | 23 kwietnia 2006 | 20 : 20 |
| 7.            | 7.           | Jolanta Fraszyńska Maciej Kurzajewski | Beata Rybotycka Maciej Orłoś        | 30 kwietnia 2006 | 16 : 18 |
| 8.            | 8.           | Joanna Trzepiecińska Grzegorz Wons    | Marta Bizoń Dariusz Szpakowski      | 7 maja 2006      | 17 : 17 |
| 9.            | 9.           | Joanna Kurowska Bartłomiej Topa       | Katarzyna Jamróz Lerek              | 21 maja 2006     | 18 : 18 |
| 10.           | 10.          | Magdalena Stużyńska Piasek            | Magdalena Wójcik Przemysław Babiarz | 4 czerwca 2006   | 26 : 19 |

### Seria druga (jesień 2006)
Pora emisji: TVP2 piątek (11-16) między 14:05 a 14:20, (17-24) sobota 19:00 
| Numer w serii | Numer ogółem | Pierwsza drużyna                           | Druga drużyna                             | Data premiery        | Wynik   |
| ------------- | ------------ | ------------------------------------------ | ----------------------------------------- | -------------------- | ------- |
| 1.            | 11.          | Agnieszka Włodarczyk Bogdan Brzyski        | Małgorzata Lewińska Maciej Miecznikowski  | 8 września 2006      | 22 : 21 |
| 2.            | 12.          | Olga Bończyk Robert Kudelski               | Justyna Steczkowska Marek Kościkiewicz    | 15 września 2006     | 22 : 21 |
| 3.            | 13.          | Ewa Wachowicz Tomasz Bednarek              | Katarzyna Klich Yaro                      | 22 września 2006     | 17 : 26 |
| 4.            | 14.          | Kasia Cerekwicka Sławomir Uniatowski       | Ewelina Flinta Wojciech Cugowski          | 29 września 2006     | 18 : 19 |
| 5.            | 15.          | Hanna Śleszyńska Jacek Wójcicki            | Anna Mamczur Andrzej Piekarczyk           | 6 października 2006  | 19 : 11 |
| 6.            | 16.          | Maria Sadowska Damian Aleksander           | Krzysztof Kasa Kasowski Magda Femme       | 13 października 2006 | 20 : 25 |
| 7.            | 17.          | Katarzyna Łaska Jacek Bończyk              | Beata Ścibakówna Arkadiusz Janiczek       | 14 października 2006 | 22 : 19 |
| 8.            | 18.          | Justyna Sieńczyłło Jan Jankowski           | Karolina Muszalak Jakub Wesołowski        | 21 października 2006 | 19 : 17 |
| 9.            | 19.          | Małgorzata Pieczyńska Rafał Cieszyński     | Barbara Melzer Jacek Borkowski            | 28 października 2006 | 19 : 18 |
| 10.           | 20.          | Grażyna Strachota Paweł Burczyk            | Ewa Gawryluk Cezary Morawski              | 4 listopada 2006     | 21 : 12 |
| 11.           | 21.          | Beata Chmielowska-Olech Waldemar Błaszczyk | Violetta Najdenowicz Konrad Imiela        | 18 listopada 2006    | 22 : 19 |
| 12.           | 22.          | Joanna Sydor-Klepacka Zbigniew Suszyński   | Jolanta Litwin-Sarzyńska Kacper Kuszewski | 2 grudnia 2006       | 18 : 24 |
| 13.           | 23.          | Dorota Kamińska Wojciech Wysocki           | Anna Samusionek Mariusz Sabiniewicz       | 9 grudnia 2006       | 19 : 19 |
| 14.           | 24.          | Anna Dereszowska Piotr Skarga              | Agata Kulesza Radosław Popłonikowski      | 16 grudnia 2006      | 13 : 23 |